# Draken
Draken es una banda peruana de heavy metal de Lima, que fusiona el power metal con el heavy metal tradicional peruano, siendo así una de las bandas de la escena metal peruana de inicios de los años 2000.
La banda se formó a finales de los años noventa, pero tuvo su máximo apogeo en la escena limeña entre los años 2001 y 2003. En esos años participó en varios festivales y conciertos, entre los cuales destacan los Atake Metal 2002 y Atake Metal 2003, compartiendo cartel con bandas como Orgus y MASACRE. En la actualidad, la banda es considerada como una de las pioneras en Perú en el género power metal, junto a Icarus y Andrómeda.
La banda se separó en el año 2003 por diferencias internas; de ella se formaron Purgatory y Exciter (de Abelardo Juárez) y OPRESOR (de Juan Enrique). La banda realizaría un par de conciertos de regreso en los años 2007 y 2008, con nuevos integrantes entre los que resalta el otrora bajista de Orgus giancarlo Wurtlle y una presentación en el 2011 en el festival UNION METAL I con la participación de Álvaro Paredes ( Nautiluz ) en la batería en reemplazo de Juan Enrique, esa sería la última presentación oficial de DRAKEN.

## Miembros
- Abelardo Draken: voz (1998-2003 y 2007 en adelante).
- Gino Bogani: guitarra (2008 en 2011).
- Ricardo Bogani: guitarra (2011).
- Álvaro Fontana : Bajo ( 2011 )
- Juan Enrique García: batería (1998-2008, y 2010 en adelante).
- Diego Vela: guitarra (2007-2009).
- Luis Hernández: bajo (2009).
- Álvaro Paredes: batería (2009).
- Wahan Rentería: guitarra (2007-2009).
- Giancarlo Wurttle: bajo (2007).
- Gustavo Fernández Zaferson: voz (2003, en un solo concierto).
- Efraín Calderón: guitarra (1998-2007).
- Victor Calderón: guitarra (1998-2003).
- Braulio Calderón: bajo (1998-2003).
- Luis Jibaja: voz (1998).